# Tự An
Tự An là một phường thuộc thành phố Buôn Ma Thuột, tỉnh Đắk Lắk, Việt Nam.
Phường có diện tích 5,49 km², dân số năm 1999 là 17.745 người, mật độ dân số đạt 3.232 người/km².